# 伊藤純奈
伊藤 純奈（いとう じゅんな、1998年〈平成10年〉11月30日 - ）は、日本の舞台女優であり、女性アイドルグループ乃木坂46の元メンバーである。神奈川県横浜市出身。Tie Works所属。

## 略歴
2012年（平成24年）12月中旬、乃木坂46 2期生募集のオーディションを知るが、当時は応募しようとは思わなかった。しかし、応募締切の2013年（平成25年）1月15日の一週間前に応募することを決意し、応募締め切りの前日に応募した。受けることに至った理由は、「このオーディションを受けなきゃ！」と急に思ったからだと語っている。
同年5月11日、東京の赤坂ACTシアターで行われた乃木坂46の劇場公演『16人のプリンシパルdeux』の昼公演において乃木坂46の2期生としてお披露目された。同年8月4日、幕張メッセで行われた乃木坂46の6thシングル「ガールズルール」発売記念全国握手会で初パフォーマンスを披露。
2015年（平成27年）2月22日、乃木坂46のデビュー3周年を祝うライブ『乃木坂46 3rd YEAR BIRTHDAY LIVE』で正規メンバー昇格をサプライズで発表され、研究生から正規メンバーへ昇格した。
2018年（平成30年）9月4日、10月4日 - 8日に上演される舞台『七色いんこ』で自身初となる主演を務めることを発表、この舞台で初の男役に挑戦する。
2019年（令和元年）10月（東京公演）・11月（上海公演）、『乃木坂46版セーラームーンミュージカル』で木野まこと / セーラージュピター役を演じる。
2020年（令和2年）1月、東京と大阪の2都市で上演される舞台『阿呆浪士』で時代劇・コメディーに初挑戦。同年10月31日、Instagramを開設した。
2021年（令和3年）5月16日、個人のブログで渡辺みり愛とともに卒業することを発表した。同年6月9日発売の27thシングル「ごめんねFingers crossed」をもっての卒業となり、8月29日に乃木坂46のメンバーとしての活動を終え、31日に公式に卒業した。10月4日、ファンクラブ「Junna's House」を開設した。
2022年（令和4年）2月14日にファンクラブ限定で2月21日から1st写真集『unfussy』を発売することが発表され発売された。　
2024年（令和6年）6月7日、Tie Worksとエージェント契約。

## 人物
愛称は、じゅんな。キャッチフレーズは「こんぺいとう、こんぺいとう、こんぺ伊藤…純奈!」を初期に使用していた。これは好物の金平糖からできたものであるが、後に「（今は）嫌いです。一番好きな食べ物というのはちょっと嘘かも」と明かしている。乃木坂46がレギュラーを務める番組では、井上陽水やスキマスイッチのモノマネを披露している。特技は書道で七段を持っている。

### 嗜好
好きな食べ物は金平糖、緑茶、ヨーグルト、明太子フランス、ココア、野菜ジュース、ミルクティー。嫌いな食べ物は玉ねぎ。好きな映画は『チャーリーとチョコレート工場』、『ナイトメアー・ビフォア・クリスマス』、『ふしぎの国のアリス』。カラオケでよく歌う曲はメロン記念日の「赤いフリージア」、橋本奈々未のソロ曲「ないものねだり」。好きなアーティストは槇原敬之、back number、私立恵比寿中学。普段、あまりマンガを読むことはないが、『君に届け』と『黒執事』はよく読む。憧れの女性は乃木坂46の先輩だった橋本奈々未、目標とする人物も橋本。欅坂46で推したいメンバーは志田愛佳。好きなことは人に触ること、おしゃべり、猫と遊ぶこと、睡眠、知らない道を散歩すること。好きな場所は自分の部屋、愛犬おちゃわんと遊ぶこと。

### 乃木坂46
乃木坂46のグループ、塩アイス・スイカ・こじ坂46のメンバー。
乃木坂46で推したいメンバーは橋本奈々未、白石麻衣、能條愛未。2期生で推したいメンバーは堀未央奈。
乃木坂46で好きな曲は「制服のマネキン」、「失いたくないから」、「左胸の勇気」。
乃木坂46の和田まあやと弓木奈於は高校時代の同級生である。

## 作品

### シングル
乃木坂46
- ボーダー（2015年3月18日、SRCL-8786） - EAN 4988009104614。
- 別れ際、もっと好きになる（2015年7月22日、SRCL-8844/5） - EAN 4988009110790。
- 嫉妬の権利（2015年10月28日、SRCL-8910/6） - EAN 4988009116754。
- 不等号（2016年3月23日、SRCL-9032/3） - EAN 4988009125503。
- シークレットグラフィティー（2016年7月27日、SRCL-9145/6） - EAN 4988009131429。
- ブランコ（2016年11月9日、SRCL-9260/1） - EAN 4547366278873。
- 風船は生きている（2017年3月22日、SRCL-9374/5） - EAN 4547366297539。
- アンダー（2017年8月9日、SRCL-9491/2） - EAN 4547366319163。
- ライブ神（2017年8月9日、SRCL-9493/4） - EAN 4547366319170。
- My rule（2017年10月11日、SRCL-9576/7）  - EAN 4547366330335。
- 新しい世界（2018年4月25日、SRCL-9784/5） - EAN 4547366354157。
- スカウトマン（2018年4月25日、SRCL-9786/7） - EAN 4547366354164。
- 三角の空き地（2018年8月8日、SRCL-9913/4） - EAN 4547366369465。
- 日常（2018年11月14日、SRCL-9976/7） - EAN 4547366382044。
- 滑走路（2019年5月29日、SRCL-11186/94） - EAN 4547366406672。
- 〜Do my best〜じゃ意味はない（2019年9月4日、SRCL-11266/7） - EAN 4547366418606。
- アナスターシャ（2020年3月25日、SRCL-11462/3） - EAN 4547366444209。
- 世界中の隣人よ（2020年5月25日）[35]
- 口ほどにもないKISS（2021年1月27日、SRCL-11682/3） - EAN 4547366487251。
- 錆びたコンパス（2021年6月9日、SRCL-11842/3） - EAN 4547366507317。

こじ坂46
- 風の螺旋（2014年11月26日、KIZM-90317/8） - EAN 4988003460884。

### アルバム
乃木坂46
- 透明な色（2015年1月7日、SRCL-8662/7） - EAN 4988009099934。
- それぞれの椅子（2016年5月25日、SRCL-9078/86） - EAN 4988009128580。
- 生まれてから初めて見た夢（2017年5月24日、SRCL-9437/44） - EAN 4547366307825。
- 僕だけの君〜Under Super Best〜（2018年1月10日、SRCL-9630/7） - EAN 4547366336214。
- 今が思い出になるまで（2019年4月17日、SRCL-11140/7） - EAN 4547366401325。
- Time flies（2021年12月15日、SRCL-12020/30） - EAN 4547366534184。

### 映像作品
- 2期生紹介①（2013年11月27日） - EAN 4988009087887。
- 研究生×山田篤宏 Part 2（2014年7月9日） - EAN 4988009094229。
- NOGIBINGO!2（2014年9月12日） - EAN 4988021299015。
- 研究生 part 2（2014年10月8日） - EAN 4988009097268。
- 研究生（2015年3月18日） - EAN 4988009104591。
- NOGIBINGO!3（2015年4月24日） - EAN 4988021729635。
- AKB48 リクエストアワーセットリストベスト1035 2015（2015年4月30日） - EAN 4580303213667。
- 乃木坂46 2ND YEAR BIRTHDAY LIVE 2014.2.22 YOKOHAMA ARENA（2015年6月17日） - EAN 4988009110134。
- 伊藤純奈&寺田蘭世（2015年7月22日） - EAN 4988009110714。
- NOGIBINGO!4（2015年10月16日） - EAN 4988021729734。
- 伊藤純奈（2015年10月28日） - EAN 4988009116754。
- 悲しみの忘れ方 Documentary of 乃木坂46（2015年11月18日） - EAN 4988104099327。
- 初森ベマーズ（2016年1月20日） - EAN 4988104099433。
- NOGIBINGO!5（2016年2月19日） - EAN 4988021729871。
- 伊藤純奈（2016年3月23日） - EAN 4988009124902。
- 乃木坂46 3rd YEAR BIRTHDAY LIVE 2015.2.22 SEIBU DOME（2016年7月6日） - EAN 4988009129518。
- NOGIBINGO!6（2016年9月30日） - EAN 4988021714662。
- 乃木坂46 4th YEAR BIRTHDAY LIVE 2016.8.28-30 JINGU STADIUM（2017年6月28日） - EAN 4547366310627。
- 犬夜叉（2017年7月26日） - EAN 4562390694437。
- NOGIBINGO!7（2017年8月4日） - EAN 4988021715294。
- 乃木坂46 5th YEAR BIRTHDAY LIVE 2017.2.20-22 SAITAMA SUPER ARENA（2018年3月28日） - EAN 4547366344523。
- 乃木坂46 真夏の全国ツアー2017 FINAL! IN TOKYO DOME（2018年7月11日） - EAN 4547366363999。
- NOGIBINGO!9（2018年10月19日） - EAN 4988021147392。
- 乃木坂46 6th YEAR BIRTHDAY LIVE 2018.07.06-08 JINGU STADIUM&CHICHIBUNOMIYA RUGBY STADIUM（2019年7月3日） - EAN 4547366411270。
- ドラマ「ザンビ」（2019年8月2日） - EAN 4988021148474。
- いつのまにか、ここにいる Documentary of 乃木坂46（2019年12月25日） - EAN 4988104123695。
- 乃木坂46 7th YEAR BIRTHDAY LIVE 2019.2.21-24 KYOCERA DOME OSAKA（2020年2月5日） - EAN 4547366438956。
- ミュージカル「美少女戦士セーラームーン」2019（2020年4月11日） - EAN 4573478602794。
- 乃木坂46 8th YEAR BIRTHDAY LIVE 2020.2.21-24 NAGOYA DOME（2020年12月23日） - EAN 4547366482812。
- NOGIZAKA46 Mai Shiraishi Graduation Concert 〜Always beside you〜（2021年3月10日） - EAN 4547366491104。
- 乃木坂46 9th YEAR BIRTHDAY LIVE 5DAYS（2022年6月8日） - EAN 4547366541441, EAN 4547366541465。
- さ〜ゆ〜Ready?さゆりんご軍団ライブ/松村沙友理 卒業コンサート（2023年4月26日）[36]

## 出演

### テレビドラマ
- 初森ベマーズ（2015年7月11日 - 9月26日、テレビ東京）傷だらけのローラ 役[37]
- ザンビ（2019年1月24日 - 、日本テレビ）五十嵐麗奈 役[38]

### 舞台
- 16人のプリンシパル trois（2014年5月30日 - 6月15日、赤坂ACTシアター）侍女 役[39]
- 墓場、女子高生（2016年10月14日 - 22日、東京：東京ドームシティシアターGロッソ）[40]
- 犬夜叉（2017年4月6日 - 15日、東京：天王洲 銀河劇場）桔梗 役[41]
- MIDSUMMER CAROL ガマ王子 vs ザリガニ魔人（2017年8月16日 - 20日、東京：シアターサンモール / 9月2日 - 3日、大阪：ABCホール）タマ子 役[42][43][44]
- 牙狼〈GARO〉 神ノ牙 覚醒-KAMINOKIBA MEZAME-（2017年11月29日 - 12月3日、東京：全労済ホールスペース・ゼロ）魔界法師ナツキ 役[45][46]
- 三人姉妹（2018年1月17日 - 2月4日、銀座 博品館劇場）マーシャ 役[47][注 8]
- 七色いんこ（2018年10月4日 - 8日、AiiA 2.5 Theater Tokyo）主演・七色いんこ 役[49]
- GIRLS REVUE（2019年1月10日 - 27日、東京：オルタナティブシアター / 2月1日 - 2日、大阪：サンケイホールブリーゼ）[50]
- Reading♥︎Stage「百合と薔薇」（2019年6月5日 - 16日、東京：品川プリンスホテル クラブeX）[51]
- オリエント急行殺人事件（2019年7月26日 - 28日、大阪：森ノ宮ピロティホール / 8月1日 - 2日、愛知：ウインクあいち / 8月9日 - 18日、東京：サンシャイン劇場）アンドレニ伯爵夫人 役[52]
- ミュージカル「美少女戦士セーラームーン」2019 （2019年10月10日 - 14日、日本：TOKYO DOME CITY HALL / 11月22日 - 24日、中国：美王其大戯院）木野まこと / セーラージュピター 役[53]
- 阿呆浪士（2020年1月8日 - 24日、東京：新国立劇場 / 1月31日 - 2月2日、大阪：森ノ宮ピロティホール）大石すず 役[11]
- Color of Theater「ROSSO」（2021年6月27日 - 30日、TBS赤坂ACTシアター）レッドターバン・マッチ売り元締め 役[54]
- DisGOONie Presents Vol.10 舞台「MOTHERLAND」（2021年12月3日 - 12日、東京：明治座 / 12月18日 - 19日、大阪：森ノ宮ピロティホール）李環 役[55][56]
- 腹黒弁天町（2022年2月12日 - 20日、東京：紀伊國屋ホール /2月22日 - 23日、 大阪：松下IMPホール）美智子 役[57]
- Dance Club DisGOONieS（2022年2月24日、3月3日、東京：RESTAURANT BAR DisGOONieS）[58]
- 少女文學演劇(2)「王妃の帰還」（2022年3月20日 - 27日、東京：銀座 博品館劇場）遠藤千代子 役[59]
- 饗宴「chill moratorium」（2022年5月4日 - 7日、東京：RESTAURANT BAR DisGOONieS）二人芝居[60]
- S-IST Stage「ひりひりとひとり」（2022年6月10日 - 19日、よみうり大手町ホール）りぼん 役（体調不良により降板）[61][62][63]
- Dance Club DisGOONieS 〜summer festival〜 2Dsongs（2022年8月26日 - 29日、30日 - 31日中止、9月26日 - 28日、RESTAURANT BAR DisGOONieS）[64][65]
- トムラウシ（2023年2月4日 - 12日、自由劇場）七海沙羅 役[66]
- #オーバーラック（2023年6月2日 - 11日、シアターアルファ東京）久美子 役（主役）[67]
- DCD3 「江戸DEナイト！〜愛踊戦国時代」（2023年7月27日 - 30日、RESTAURANT BAR DisGOONieS）[68]
- OFFICE SHIKA PRODUCE Operetta「Ms.YAMA-INU」（2024年1月12日 - 15日、CBGKシブゲキ!!）山本雲雀 役[69]
- DCD4「かりそめのさよならダンスクラブディスグーニーズ」（2024年3月14日 - 17日、RESTAURANT BAR DisGOONieS）[70]
- 松平健芸能生活50周年記念公演（2024年7月6日 - 31日、明治座）[71]

## 書籍

### 雑誌連載
- 横浜ウォーカー（2019年6月20日 - 、KADOKAWA）オトナじゅんな[72]

### 写真集
- unfussy（2022年2月21日）[16]
- COIN（2024年1月27日）[73]